# Ulick Burke (3e comte de Clanricard)
Pour les articles homonymes, voir Ulick Burke (1er marquis de Clanricarde) et Burke.
Ulick Mac an Iarla Burke (mort le 20 mai 1601) est un pair irlandais et le 3e Comte de Clanricard  de 1582 à sa mort

## Origine
Ulick Mac an Iarla Burke est le fils Richard Burke (2e comte de Clanricard) et de Margaret O'Brien une fille de Murrough O'Brien 1er comte de Thomond et d' Eleanor FitzGerald

## Biographie
Pendant longtemps ce n'est un rebelle contre la  couronne d'Angleterre et dans la décennie 1560 il est à l'origine de la guerre de « Mac an Iarla » dans le Connacht et le Thomond,  contre son père qui était un  partisan constant de la reine Élisabeth Ire d'Angleterre. Ce conflit entraîne la dévastation de la région.
En 1582, après la mort de son père,  dans l'incertitude sur le règle de dévolution du titre un conflit de succession éclate entre, Ulick et l'un de ses frères, John. Ulick obtient le comté de Clanricard en faisant assassiner  John  et en reconnaissant la suprématie de la Couronne dont il reste un loyal sujet jusqu'à sa mort le 20 mai 1601.

## Union et postérité
Il épouse  Honora Burke, fille de  John Burke, le 25 novembre 564 à Athenry, dans le comté de Galway dont :
- Sir William Burke (mort le 2 février 1625), ancêtre des comtes de Clanricard postérieurs
- Sir Thomas Burke
- Edmond Burke (mort le 22 juin 1639)
- Richard Burke (né vers 1566)
- Mary Burke (vers 1566- avant juillet 1604)
- Richard Burke, 4e comte de Clanricard

Fils de Ulick Burke et Martha Frannas:
- John Burke, 1er Vicomte Burke de Clanmories (avant 1601- 16 novembre 1633)

## Sources
- (en) T.W Moody, F.X. Martin, F.J. Byrne A New History of Ireland , Volume IX Maps, Genealogies, Lists. A companion to Irish History part II . Oxford University Press, réédition 2011  (ISBN 9780199593064).